# Wayne Hennessey
Wayne Robert Hennessey (ur. 24 stycznia 1987 w Bangor) – walijski piłkarz grający na pozycji bramkarza w angielskim klubie Nottingham Forest oraz w reprezentacji Walii.

## Kariera klubowa
Hennessey urodził się w mieście Bangor, ale wychowywał w Beaumaris. Karierę rozpoczął w szkółce piłkarskiej Manchesteru City, a następnie trenował także w juniorach Wolverhampton Wanderers. W 2005 roku przeszedł do kadry pierwszej drużyny, jednak nie zdołał zadebiutować w Football League Championship. Pod koniec sezonu przebywał na testach w Bristol City, a w sierpniu został tam wypożyczony na miesiąc i zaliczył dwa spotkania w League One. We wrześniu wrócił do „Wolves”, ale ponownie nie rozgrywając żadnego spotkania został w styczniu 2007 wypożyczony do Stockport County z League Two.
13 stycznia 2007 Hennessey zadebiutował w barwach Stockport w wygranym 3:0 domowym spotkaniu z Boston United. Przez kolejne 5 spotkań nie puścił gola i szefostwo Stockport zadecydowało o przedłużenia wypożyczenia. Ostatecznie do 10 marca 2007, do meczu z Barnet F.C. nie stracił bramki, czyli przez kolejne 9 ligowych meczów pobijając klubowy rekord Harry’ego Hardy’ego (łącznie 857 minut bez straty gola). W barwach Stockport rozegrał łącznie 15 spotkań i następnie wrócił do Wolverhampton.
Po powrocie do „Wilków” Walijczyk stał się pierwszym bramkarzem po tym, jak kontuzji doznał Matt Murray. 11 sierpnia 2007 rozegrał dla Wolverhampton swoje pierwsze spotkanie, przegrane 1:2 na własnym sezonie z Watfordem, a do końca sezonu wystąpił w 46 spotkaniach. W sezonie 2008/2009 także był podstawowym golkiperem Wolverhampton i przyczynił się do awansu klubu do Premier League.
| Sezon   | Klub                    | Kraj   | Rozgrywki      | Mecze | Bramki |
| ------- | ----------------------- | ------ | -------------- | ----- | ------ |
| 2005/06 | Wolverhampton Wanderers | Anglia | Championship   | 0     | 0      |
| 2006/07 | Bristol City            | Anglia | League One     | 2     | 0      |
| 2006/07 | Wolverhampton Wanderers | Anglia | Championship   | 0     | 0      |
| 2006/07 | Stockport County        | Anglia | League Two     | 15    | 0      |
| 2007/08 | Wolverhampton Wanderers | Anglia | Championship   | 46    | 0      |
| 2008/09 | Wolverhampton Wanderers | Anglia | Championship   | 34    | 0      |
| 2009/10 | Wolverhampton Wanderers | Anglia | Premier League | 13    | 0      |
| 2010/11 | Wolverhampton Wanderers | Anglia | Premier League | 24    | 0      |
| 2011/12 | Wolverhampton Wanderers | Anglia | Premier League | 29    | 0      |
| 2012/13 | Wolverhampton Wanderers | Anglia | Championship   | 0     | 0      |
| 2013/14 | Wolverhampton Wanderers | Anglia | League One     | 0     | 0      |
| 2013/14 | Yeovil Town (wyp.)      | Anglia | Championship   | 12    | 0      |
| 2013/14 | Crystal Palace          | Anglia | Premier League | 1     | 0      |
| 2014/15 | Crystal Palace          | Anglia | Premier League | 3     | 0      |
| 2015/16 | Crystal Palace          | Anglia | Premier League | 29    | 0      |
| 2016/17 | Crystal Palace          | Anglia | Premier League | 29    | 0      |
| 2017/18 | Crystal Palace          | Anglia | Premier League | 27    | 0      |
| 2018/19 | Crystal Palace          | Anglia | Premier League | 18    | 0      |

## Kariera reprezentacyjna
Hennessey występował w młodzieżowych reprezentacjach Walii: U-17, U-19 i U-21. Dla tej pierwszej zdobył jedną bramkę, z rzutu wolnego w meczu z Turcją U-19. W pierwszej reprezentacji Walii zadebiutował 26 maja 2007 w zremisowanym 2:2 towarzyskim spotkaniu z Nową Zelandią. Od czasu debiutu jest pierwszym bramkarzem kadry narodowej.